# Patinação de velocidade nos Jogos Olímpicos de Inverno de 2018 - Perseguição por equipes feminino
A prova de perseguição por equipes feminino da patinação de velocidade nos Jogos Olímpicos de Inverno de 2018 foi disputada no Gangneung Oval, localizado na subsede de Gangneung, em 19 e 21 de fevereiro.

## Medalhistas
|  | JPN Japão                                        |  | NED Países Baixos                                            |  | USA Estados Unidos                                             |
|  | Miho Takagi Ayano Sato Nana Takagi Ayaka Kikuchi |  | Marrit Leenstra Ireen Wüst Antoinette de Jong Lotte van Beek |  | Heather Bergsma Brittany Bowe Mia Manganello Carlijn Schoutens |

## Recordes
Antes desta competição, os recordes mundiais e olímpicos da prova eram os seguintes:
| Tipo | Atleta                                                         | Tempo       | Local          | Data                    |
| ---- | -------------------------------------------------------------- | ----------- | -------------- | ----------------------- |
|      | Japão · Miho Takagi · Ayano Sato · Nana Takagi                 | 2:50.87 min | Salt Lake City | 8 de dezembro de 2017   |
|      | Países Baixos · Marrit Leenstra · Jorien ter Mors · Ireen Wüst | 2:58.05 min | Sóchi          | 22 de fevereiro de 2014 |

Os seguintes recordes mundiais e/ou olímpicos foram estabelecidos durante esta competição:
| Tipo             | Fase               | Atleta                                                            | Tempo       | Local       | Data                    | Ref   |
| ---------------- | ------------------ | ----------------------------------------------------------------- | ----------- | ----------- | ----------------------- | ----- |
| Recorde olímpico | Quartas de final 1 | Países Baixos · Marrit Leenstra · Ireen Wüst · Antoinette de Jong | 2:55.61 min | PyeongChang | 19 de fevereiro de 2018 | [ 2 ] |
| Recorde olímpico | Final A            | Japão · Miho Takagi · Ayano Sato · Nana Takagi · Ayaka Kikuchi    | 2:53.89 min | PyeongChang | 21 de fevereiro de 2018 | [ 4 ] |

## Resultados

### Quartas de final
A fase de quartas de final foi disputada em 19 de fevereiro às 20:00. As quatro melhores equipes avançam para as semifinais.
| Pos. | Bateria | País               | Atletas                                                     | Tempo   | Notas       |
| ---- | ------- | ------------------ | ----------------------------------------------------------- | ------- | ----------- |
| 1    | 1       | NED Países Baixos  | Antoinette de Jong Marrit Leenstra Ireen Wüst               | 2:55.61 | Semifinal 1 |
| 2    | 2       | JPN Japão          | Ayano Sato Miho Takagi Nana Takagi                          | 2:56.09 | Semifinal 2 |
| 3    | 3       | CAN Canadá         | Ivanie Blondin Josie Morrison Isabelle Weidemann            | 2:59.02 | Semifinal 2 |
| 4    | 4       | USA Estados Unidos | Heather Bergsma Brittany Bowe Mia Manganello                | 2:59.75 | Semifinal 1 |
| 5    | 2       | CHN China          | Han Mei Hao Jiachen Li Dan                                  | 3:00.01 | Final C     |
| 6    | 3       | GER Alemanha       | Roxanne Dufter Gabriele Hirschbichler Claudia Pechstein     | 3:02.65 | Final C     |
| 7    | 1       | KOR Coreia do Sul  | Kim Bo-reum Noh Seon-yeong Park Ji-woo                      | 3:03.76 | Final D     |
| 8    | 4       | POL Polônia        | Katarzyna Bachleda-Curuś Natalia Czerwonka Luiza Złotkowska | 3:04.80 | Final D     |

### Semifinais
A fase seminal foi disputada em 21 de fevereiro às 20:00. As equipes vencedoras fazem a final A e as equipes perdedoras fazem a final B.
| Pos.        | País               | Atletas                                          | Tempo   | Diferença | Notas   |
| ----------- | ------------------ | ------------------------------------------------ | ------- | --------- | ------- |
| Semifinal 1 |                    |                                                  |         |           |         |
| 1           | NED Países Baixos  | Antoinette de Jong Lotte van Beek Ireen Wüst     | 3:00.41 | —         | Final A |
| 2           | USA Estados Unidos | Heather Bergsma Mia Manganello Carlijn Schoutens | 3:07.28 | +6.87     | Final B |
| Semifinal 2 |                    |                                                  |         |           |         |
| 1           | JPN Japão          | Ayaka Kikuchi Miho Takagi Nana Takagi            | 2:58.94 | —         | Final A |
| 2           | CAN Canadá         | Ivanie Blondin Keri Morrison Isabelle Weidemann  | 3:01.84 | +2.90     | Final B |

### Finais
As finais foram disputadas em 21 de fevereiro às 20:54.
| Pos.    | País               | Atletas                                                 | Tempo   | Diferença | Notas                               |
| ------- | ------------------ | ------------------------------------------------------- | ------- | --------- | ----------------------------------- |
| Final A |                    |                                                         |         |           |                                     |
| 01 !    | JPN Japão          | Ayano Sato Miho Takagi Nana Takagi                      | 2:53.89 | —         | Recorde olímpico · Recorde de pista |
| 02 !    | NED Países Baixos  | Antoinette de Jong Marrit Leenstra Ireen Wüst           | 2:55.48 | +1.59     |                                     |
| Final B |                    |                                                         |         |           |                                     |
| 03 !    | USA Estados Unidos | Heather Bergsma Brittany Bowe Mia Manganello            | 2:59.27 | —         |                                     |
| 4       | CAN Canadá         | Ivanie Blondin Josie Morrison Isabelle Weidemann        | 2:59.72 | +0.45     |                                     |
| Final C |                    |                                                         |         |           |                                     |
| 5       | CHN China          | Hao Jiachen Li Dan Liu Jing                             | 3:00.04 | —         |                                     |
| 6       | GER Alemanha       | Roxanne Dufter Gabriele Hirschbichler Claudia Pechstein | 3:04.67 | +4.63     |                                     |
| Final D |                    |                                                         |         |           |                                     |
| 7       | POL Polônia        | Karolina Bosiek Natalia Czerwonka Luiza Złotkowska      | 3:03.11 | —         |                                     |
| 8       | KOR Coreia do Sul  | Kim Bo-reum Noh Seon-yeong Park Ji-woo                  | 3:07.30 | +4.19     |                                     |

Legenda
| Recorde mundial      | Recorde mundial (World record)               |                       | Recorde africano                      | Recorde africano (African) |                                           | Q | Classificado por posição (Qualified) |
| Recorde olímpico     | Recorde olímpico (Olympic record)            | Recorde da América    | Recorde da América (Americas)         | q                          | Classificado por melhor tempo (Qualified) |   |                                      |
| Melhor marca do ano  | Melhor marca do ano (World leading)          | Recorde asiático      | Recorde asiático (Asian)              | DNS                        | Não largou (Did not start)                |   |                                      |
| Recorde nacional     | Recorde nacional (National record)           | Recorde europeu       | Recorde europeu (European)            | DNF                        | Não terminou (Did not finish)             |   |                                      |
| Recorde pessoal      | Recorde pessoal do atleta (Personal best)    | Recorde da Oceania    | Recorde da Oceania (Oceania)          | DSQ / DQ                   | Desclassificado (Disqualified)            |   |                                      |
| Recorde da temporada | Recorde da temporada do atleta (Season best) | Recorde sul-americano | Recorde sul-americano (South America) | NM                         | Sem marca (No mark)                       |   |                                      |

### Patinação de velocidade
| Recorde de pista | Recorde da pista (Track record)               |  |  |
| QA               | Classificado para a final A                   |  |  |
| QB               | Classificado para a final B                   |  |  |
| ADV              | Classificado após decisão arbitral (Advanced) |  |  |
| PEN              | Pênalti                                       |  |  |
| YC               | Cartão amarelo (Yellow Card)                  |  |  |